# Kawasaki ZX-RR
La Kawasaki ZX-RR è una moto costruita dalla Kawasaki, sviluppata come prototipo da competizione per prendere parte dal 2002 fino alla stagione 2009 nella classe MotoGP del motomondiale.

## Storia
Con questo modello la casa motociclistica giapponese si ripresenta in veste ufficiale alle gare del motomondiale, era infatti dal 1982 che la squadra verde e nera non prendeva parte alla classe regina del motomondiale, e la ZX-RR segna il rientro della Kawasaki in questo genere di gare, a 20 anni esatti dall'ultima esperienza.
La ZX-RR, nota anche come Ninja ZX-RR, (nome tipico delle super-sportive Kawasaki stradali), ha esordito in MotoGP nel 2002, in concomitanza con l'entrata in vigore del nuovo regolamento che dava spazio ai motori di grossa cilindrata a quattro tempi, bandendo quella che fino ad allora era la classe 500, che permetteva di utilizzare solo moto spinte da un motore di massimo 500 cm³, senza fare distinzione per tipo.
In questo modo, con una cilindrata massima di 990 cm³ (800 cm³ dal motomondiale 2007), e un ciclo di combustione a quattro tempi, si avvicina di più il mondo delle corse, a quello delle moto supersportive stradali.
Alla fine del campionato mondiale del 2008 la Kawasaki ha annunciato il ritiro della squadra ufficiale dalle competizioni del motomondiale del 2009. A seguito di questa decisione, nel 2009 il team Hayate Racing partecipa alla MotoGP con la ZX-RR non supportata ufficialmente.

## Progetto
Al pari di tutte le sue simili, la ZX-RR presenta specifiche tecniche di assoluto rilievo, quali ad esempio l'impiego di materiali ultraleggeri per ridurne il più possibile il peso, oppure l'applicazione sulla moto di tecnologie derivata dalle gare di Formula 1, le quali hanno contribuito a migliorare le doti del suo motore e dell'impianto frenante.
Un po' come tutte le MotoGP (e le vecchie 500), non è stata pesantemente modificata di anno in anno, ma evoluta secondo microsviluppi che consentono di incrementarne le prestazioni. Nel motociclismo infatti, a differenza delle corse automobilistiche e in particolar modo della Formula 1, l'implementazione delle performance viene raggiunta soprattutto con una profonda conoscenza del mezzo, e dunque una messa a punto sempre migliore, senza quasi mai stravolgere il progetto iniziale, ma perfezionandolo.
Per quello che riguarda il telaio della ZX-RR, i tecnici hanno pensato di utilizzare la soluzione più semplice da realizzare, ossia quella della doppia trave d'alluminio, che consente un peso molto contenuto per via dell'utilizzo della lega leggera, ma contemporaneamente valori di rigidità torsionale e flessionale tali da consentire di sfruttare al meglio il motore. La Kawasaki fu poi la prima ad introdurre questa tecnologia (tipicamente corsaiola), sulle moto di serie, ossia nel 1995 con la prima serie della Ninja ZX6-R.

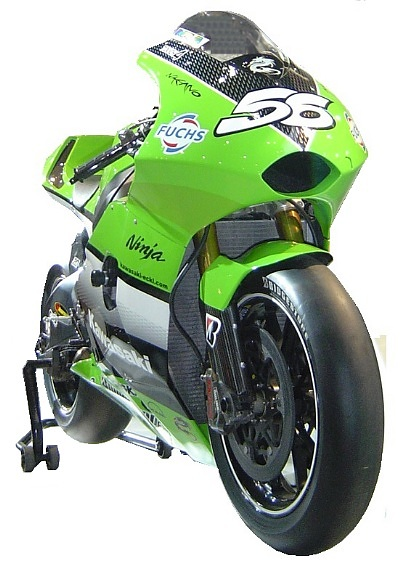
Vista anteriore della versione 2005

Anche le sospensioni seguono criteri tecnologici molto all'avanguardia, con regolazioni idrauliche molto complesse e controlli elettronici avanzati, con la struttura base di una forcella telescopica a steli rovesciati, e un forcellone a doppio braccio.
Sotto il profilo aerodinamico, risulta abbastanza compatta, con linee semplici e filanti, che sulla carta dovrebbero garantire un'ottima penetrazione aerodinamica; soprattutto se vista di profilo, la moto risulta essere molto raccolta.
Si è cercato infatti di trovare un compromesso ideale, per realizzare un passo sufficientemente corto da rendere il mezzo agile nei tratti di pista pieni di curve, ma al tempo stesso non troppo corta da avere reazioni eccessivamente repentine causando una usura eccessiva degli pneumatici.
La coda è molto alta e rastremata con un andamento cuneiforme che dovrebbe assicurare una buona stabilità sui rettilinei alle velocità più elevate; la carenatura è realizzata totalmente in fibra di carbonio, così da essere particolarmente leggera; tuttavia, anche se realizzato con il pregiato materiale, non presenta una elevata resistenza, poiché l'unico scopo è quello di deviare i flussi d'aria nel modo più corretto possibile, contenendo al minimo gli attriti.

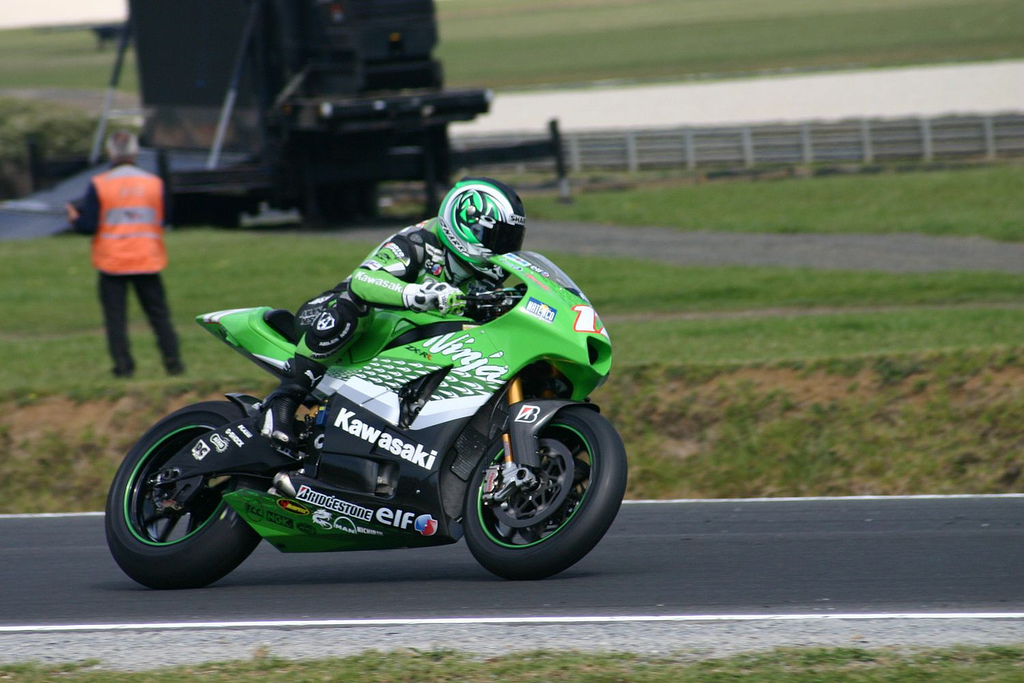
La ZX-RR nel 2006 con Randy de Puniet.

Il motore quattro tempi presentato all'esordio era un quattro cilindri in linea del tipo frontemarcia, scelta deriva dall'esperienza accumulata sulle moto supersportive stradali e sulle moto superbike e, al tempo del debutto, la Kawasaki era l'unica, assieme alla Yamaha, ad usare un motore di questo tipo.
La potenza sviluppata dal propulsore era apprezzabile e veniva considerato uno dei migliori motori in uso in MotoGp, nonostante l'insieme formato col telaio e le sospensioni non abbia portato a risultati di un certo rilievo.
Grazie ad una raffinata gestione elettronica, era capace nella versione da 990 cm³ del 2006 di erogare una potenza superiore ai 240 cv, anche se non è mai stato reso noto il regime di rotazione.
Dal 2007, col cambio regolamentare, tutte le case hanno dovuto rimpicciolire i propri motori, portandoli da 990 a 800 cm³.
Quello della Kawasaki aveva una cilindrata totale di 798cm³, e superava i 200 cavalli di potenza massima a un regime di rotazione mai comunicato ufficialmente. Alla luce del fatto che la distribuzione a 16 valvole è comandata da un bialbero in testa ed è stato abbinato il richiamo pneumatico delle valvole, il regime dovrebbe essere cresciuto parecchio esattamente come per le altre marche.